# Шибеник (Шентюр)
Шибеник (словен. Šibenik) — поселення в общині Шентюр, Савинський регіон, Словенія. 
Висота над рівнем моря: 331 м.